# James Easton
James Easton, meglio conosciuto con il nome Jim (Glasgow, 3 settembre 1940), è un allenatore di calcio ed ex calciatore scozzese, di ruolo difensore.

## Biografia
Il figlio James Jr. ne ha seguito le orme, divenendo anch'egli calciatore professionista.

## Carriera

### Calciatore
Inizia la carriera nel Drumchapel Amateurs, per poi venire ingaggiato nel 1960 dall'Hibernian, con cui giocò quattro stagioni nella massima serie scozzese e con cui raggiunse le semifinali della Coppa delle Fiere 1960-1961, perse contro i futuri campioni della Roma.
Nel 1964 viene ingaggiato dal Dundee, militandovi sette stagioni sempre nella massima serie e con cui raggiunse le semifinali della Coppa delle Fiere 1967-1968, perse contro i futuri campioni del Leeds Utd.
Nel 1971 scende di categoria per svolgere la funzione di allenatore-giocatore nel Queen of the South.
Nella stagione 1973 si trasferisce in America per giocare con gli statunitensi del Miami Toros, impegnati nella North American Soccer League, con cui chiude il torneo al terzo ed ultimo posto al terzo posto nella Eastern Division. 

### Allenatore
Nel 1974 viene chiamato alla guida della neonata franchigia canadese dei Vancouver Whitecaps. Easton cercò di creare una rosa adeguata al campionato NASL senza però fare investimenti troppo onerosi. i risultati nelle due stagioni alla guida dei Caps non furono però entusiasmanti e la squadra non superò mai la fase a gironi. Al termine della stagione 1975 fu sollevato dall'incarico.